# Abahlali baseMjondolo

Abahlali baseMjondolo je gibanje revnih prebivalcev barakarskih naselij v Južni Afriki. To je največja organizacija barakarskih prebivalcev v Južni Afriki, ki si prizadevajo za izboljšanje življenjskih pogojev revnih ljudi in za demokratizacijo družbe »od spodaj navzgor«. Gibanje se je začelo s cestno blokado na »Kennedy road« v mestu Durban leta 2005 zaradi prodaje zemljišča nekemu industrialcu poleg barakarskega naselja, ki je bilo obljubljeno revnim prebivalcem za gradnjo hiš.
Beseda Abahlali baseMjondolo v zulujščini pomeni 'prebivalci barak'.